# بییابانیس
بییابانیس (به اسپانیایی: Villabáñez) یک شهرستان در اسپانیا است که در استان وایادولید واقع شده‌است.